# پوتسلاینسدورف
پوتسلاینسدورف (به آلمانی: Putzleinsdorf) یک منطقهٔ مسکونی در اتریش است که در ناحیه رورباخ واقع شده‌است. پوتسلاینسدورف ۲۲ کیلومتر مربع مساحت دارد ۶۰۳ متر بالاتر از سطح دریا واقع شده‌است.